# Copa de Tahití
La Copa de Tahití (en francés y oficialmente: Coupe Tahiti Nui) es una competición de fútbol que se juega en la Polinesia Francesa. La primera edición fue en 1938. El Campeón juega la Supercopa de Tahití contra el campeón de la Primera División de Tahití. El equipo ganador obtiene como premio un puesto en la Copa de Francia.
Entre los años 2001 y 2006 se celebraron paralelamente dos competiciones de Copa, la copa de la Polinesia Francesa y la Copa de Tahití

## Finales de Copa

### Coupe de Polynésie / Coupe de Tahiti Nui
| Temporada | Campeón             | Resultado               | Finalista           |
| --------- | ------------------- | ----------------------- | ------------------- |
| 1938      | Marine              |                         |                     |
| 1945      | CAICT               |                         |                     |
| 1946      | AS Fei-Pi           |                         |                     |
| 1947      | AS Fei-Pi           | 5 - 1                   | CAICT               |
| 1948      | AS Fei-Pi           | 4 - 3                   | AS Excelsior        |
| 1949      | AS Fei-Pi           | 2 - 1                   | AS Excelsior        |
| 1950      | AS Central Sport    | 2 - 1                   | AS Vénus            |
| 1951      | AS Jeunes Tahitiens | 3 - 0                   | AS Fei-Pi           |
| 1952      | AS Vénus            | 3 - 2                   | AS Jeunes Tahitiens |
| 1953      | AS Central Sport    | 3 - 1                   | AS Fei-Pi           |
| 1954      | AS Central Sport    | 4 - 0                   | AS Excelsior        |
| 1955      | AS Fei-Pi           | 1 - 0                   | AS Central Sport    |
| 1956      | AS Fei-Pi           | 4 - 1                   | AS Vénus            |
| 1957      | AS Central Sport    | 3 - 0                   | AS Vaiete           |
| 1958      | AS Fei-Pi           | 2 - 1                   | AS Excelsior        |
| 1959      | AS Fei-Pi           | 4 - 3                   | AS Jeunes Tahitiens |
| 1960      | AS Excelsior        | 2 - 0                   | AS Fei-Pi           |
| 1961      | AS Central Sport    | 3 - 2                   | AS Fei-Pi           |
| 1962      | AS Central Sport    | 2 - 1                   | AS Excelsior        |
| 1963      | AS Excelsior        | 4 - 2                   | AS Fei-Pi           |
| 1964      | AS Excelsior        | 4 - 3                   | AS Central Sport    |
| 1965      | AS Excelsior        | 3 - 1                   | AS Jeunes Tahitiens |
| 1966      | AS Central Sport    | 2 - 0                   | AS Excelsior        |
| 1967      | AS Central Sport    | 1 - 0                   | AS Jeunes Tahitiens |
| 1968      | AS Tamarii Punaruu  | 4 - 0                   | AS PTT              |
| 1969      | AS Tamarii Punaruu  | 4 - 2                   | AS Arue             |
| 1970      | AS Arue             | 3 - 1                   | AS Tamarii Punaruu  |
| 1971      | AS Jeunes Tahitiens |                         |                     |
| 1972      | AS Central Sport    |                         |                     |
| 1973      | AS Central Sport    |                         |                     |
| 1974      | AS Vaiete           |                         |                     |
| 1975      | AS Central Sport    |                         |                     |
| 1976      | AS Central Sport    |                         |                     |
| 1977      | AS Central Sport    | venció a                | AS Pirae            |
| 1978      | AS Pirae            |                         |                     |
| 1979      | AS Central Sport    | venció a                | AS Pirae            |
| 1980      | AS Pirae            |                         |                     |
| 1981      | AS Central Sport    |                         |                     |
| 1982      | AS Jeunes Tahitiens |                         |                     |
| 1983      | AS Central Sport    |                         |                     |
| 1984      | AS Pirae            | 2 - 0                   | AS Central Sport    |
| 1985      | AS PTT              | 2 - 0                   | AS Excelsior        |
| 1986      | AS PTT              | venció a                | AS Pirae            |
| 1987      | AS Jeunes Tahitiens |                         |                     |
| 1988      | AS Central Sport    | 2 - 1                   | AS Dragon           |
| 1989      | AS Jeunes Tahitiens |                         |                     |
| 1990      | AS Vénus            | venció a                | AS Pirae            |
| 1991      | AS Vénus            |                         |                     |
| 1992      | AS Vénus            | venció a                | AS Pirae            |
| 1993      | No se disputó       | No se disputó           | No se disputó       |
| 1994      | AS Pirae            |                         |                     |
| 1995      | AS Central Sport    | 2 - 1                   | AS Manu-Ura         |
| 1996      | AS Pirae            | venció a                | AS Dragon           |
| 1997      | AS Dragon           | 1 - 0                   | AS Tefana           |
| 1998      | AS Vénus            |                         |                     |
| 1999      | AS Vénus            | 6 - 2                   | AS Tefana           |
| 2000      | AS Pirae            | 1 - 0                   | AS Vénus            |
| 2001      | AS Dragon           | 2 - 2 (6-5 pen.)        | AS Vénus            |
| 2002      | AS Pirae            | 1 - 0                   | AS Vénus            |
| 2003      | AS Manu-Ura         | 0 - 0 (4-3 pen.)        | AS Pirae            |
| 2004      | AS Dragon           | 1 - 0                   | AS Manu-Ura         |
| 2005      | AS Pirae            | 2 - 1                   | AS Manu-Ura         |
| 2006      | AS Temanava         | 2 - 1                   | AS Dragon           |
| 2007      | AS Tefana           | 1 - 1, 1 - 1 (4-3 pen.) | AS Manu-Ura         |
| 2008      | AS Tefana           | 3 - 1, 2 - 0            | AS Central Sport    |
| 2009      | AS Manu-Ura         | 2 - 0                   | Tahití Sub-20       |
| 2010      | AS Tefana           | 2 - 0                   | AS Dragon           |
| 2011      | AS Tefana           | 1 - 1 (4-1 pen.)        | AS Dragon           |
| 2012      | AS Tefana           | 2 - 1                   | AS Tamarii Faa'a    |
| 2013      | AS Dragon           | 1 - 0                   | AS Tefana           |
| 2014      | AS Tefana           | 3 - 1                   | AS Dragon           |
| 2015      | AS Pirae            | 3 - 1                   | AS Tefana           |
| 2016      | AS Dragon           | 3 - 2                   | AS Vénus            |
| 2017      | AS Tefana           | 4 - 4 (4-3 pen.)        | AS Temanava         |
| 2018      | AS Dragon           | 2 - 2 (4-2 pen.)        | AS Vénus            |
| 2019      | AS Vénus            | 3 - 0                   | AS Tefana           |
| 2021      | AS Vénus            | 2 - 1                   | AS Pirae            |
| 2022      | AS Vénus            | 2 - 0                   | AS Pirae            |
| 2023      | AS Pirae            | 1 - 0                   | Central Sport       |
| 2024      | AS Dragon           | 4 - 1                   | Tirae Hinano        |

## Títulos por club
| Club                | Ciudad  | Títulos | Años campeón                                                                                               |
| ------------------- | ------- | ------- | --- |
| AS Central Sport    | Papeete | 18      | 1950, 1953, 1954, 1957, 1961, 1962, 1966, 1967, 1972, 1973, 1975, 1976, 1977, 1979, 1981, 1983, 1988, 1995 |
| AS Pirae            | Pirae   | 10      | 1978, 1980, 1984, 1994, 1996, 2000, 2002, 2005, 2015, 2023                                                 |
| AS Vénus            | Mahina  | 9       | 1952, 1990, 1991, 1992, 1998, 1999, 2019, 2021, 2022                                                       |
| AS Fei-Pi           | Papeete | 8       | 1946, 1947, 1948, 1949, 1955, 1956, 1958, 1959                                                             |
| AS Tefana           | Faa'a   | 7       | 2007, 2008, 2010, 2011, 2012, 2014, 2017                                                                   |
| AS Dragon           | Papeete | 7       | 1997, 2001, 2004, 2013, 2016, 2018, 2024                                                                   |
| AS Jeunes Tahitiens | Papeete | 5       | 1951, 1971, 1982, 1987, 1989                                                                               |
| AS Excelsior        | Papeete | 4       | 1960, 1963, 1964, 1965                                                                                     |
| AS Manu-Ura         | Paea    | 2       | 2003, 2009                                                                                                 |
| AS PTT              | Papeete | 2       | 1985, 1986                                                                                                 |
| AS Tamarii Punaruu  | Papeete | 2       | 1968, 1969                                                                                                 |
| AS Temanava         | Moorea  | 1       | 2006 |
| AS Vaiete           | Papeete | 1       | 1974 |
| AS Arue             | Arue    | 1       | 1970 |
| CAICT               |         | 1       | 1945 |
| Marine              |         | 1       | 1938 |

## Coupe de Tahiti
| Temporada | Campeón      | Resultado         | Finalista        |
| --------- | ------------ | ----------------- | ---------------- |
| 2001      | AS Vénus     | 6 - 0             | AS Central Sport |
| 2002      | Se desconoce | Se desconoce      | Se desconoce     |
| 2003      | Se desconoce | Se desconoce      | Se desconoce     |
| 2004      | AS Tefana    | 1 - 1 (5-4 pen.)  | AS Pirae         |
| 2005      | AS Manu-Ura  | 0 - 0 (10-9 pen.) | AS Pirae         |
| 2006      | AS Tefana    | 2 - 0             | AS Tamarii Fa'aa |

### Títulos Coupe de Tahiti
| Club        | Títulos | Años campeón |
| ----------- | ------- | ------------ |
| AS Tefana   | 2       | 2004, 2006   |
| AS Vénus    | 1       | 2001         |
| AS Manu-Ura | 1       | 2005         |